# François Tourte
François Xavier Tourte (ur. 1747 lub 1748 w Paryżu, zm. 25 lub 26 kwietnia 1835 tamże) – francuski wytwórca smyczków.

## Życiorys
Był synem Nicolasa Pierre’a Tourte’a, który również zajmował się wytwarzaniem smyczków. Według informacji przekazanej przez François-Josepha Fétisa początkowo uczył się zawodu zegarmistrza. Nazywany był Stradivarim smyczka. Około 1785 roku stworzył współczesny, używany do dziś model smyczka. Ustalił jego wzorzec na ok. 56 gramów wagi, długości całkowitej 74–75 centymetrów, punktu ciężkości przypadającego na 19 cm od żabki oraz wiązki włosia o szerokości 1 cm i długości 65 cm. Jako pierwszy konsekwentnie używał do wyrobu smyczków wysokiej klasy drewna fernambukowego. We współpracy z Giovannim Battistą Viottim zastosował metalowy pierścień do wyrównania wiązki włosia.
Tourte nie sygnował swoich wyrobów, co powodowało masowe ich kopiowanie, jednocześnie przyczyniające się do popularyzacji jego modelu smyczka.